# Oriëntatieloop
Oriëntatieloop (of Oriënteringsloop) is een loopsport waarbij met kaartlezen zo snel mogelijk een omloop wordt afgelegd; individueel of in groepsverband (estafette). Een omloop is een af te leggen route op de kaart: vanaf de start komt de deelnemer via de gemarkeerde punten bij de finish uit: de route tussen de punten mag de loper zelf uitstippelen. Per leeftijd en geslacht zijn er aparte omlopen die verschillen in lengte en moeilijkheidsgraad bieden. Oriëntatielopen wordt hardlopend of wandelend gedaan, maar er zijn ook andere vormen mogelijk, zoals wedstrijden op ski's of de mountainbike. Tijdens de wedstrijden wordt de tijd opgenomen en gebruiken de deelnemers een speciaal vervaardigde kaart (oriëntatiekaart) en een kompas om door een gebied te navigeren. De route langs de controlepunten wordt tot de start geheimgehouden, deelnemers starten met vaste intervallen en de deelnemers worden individueel geklokt. Voor de uitslag wordt gekeken wie de juiste controlepunten in de juiste volgorde het snelst heeft aangedaan.

## Basis

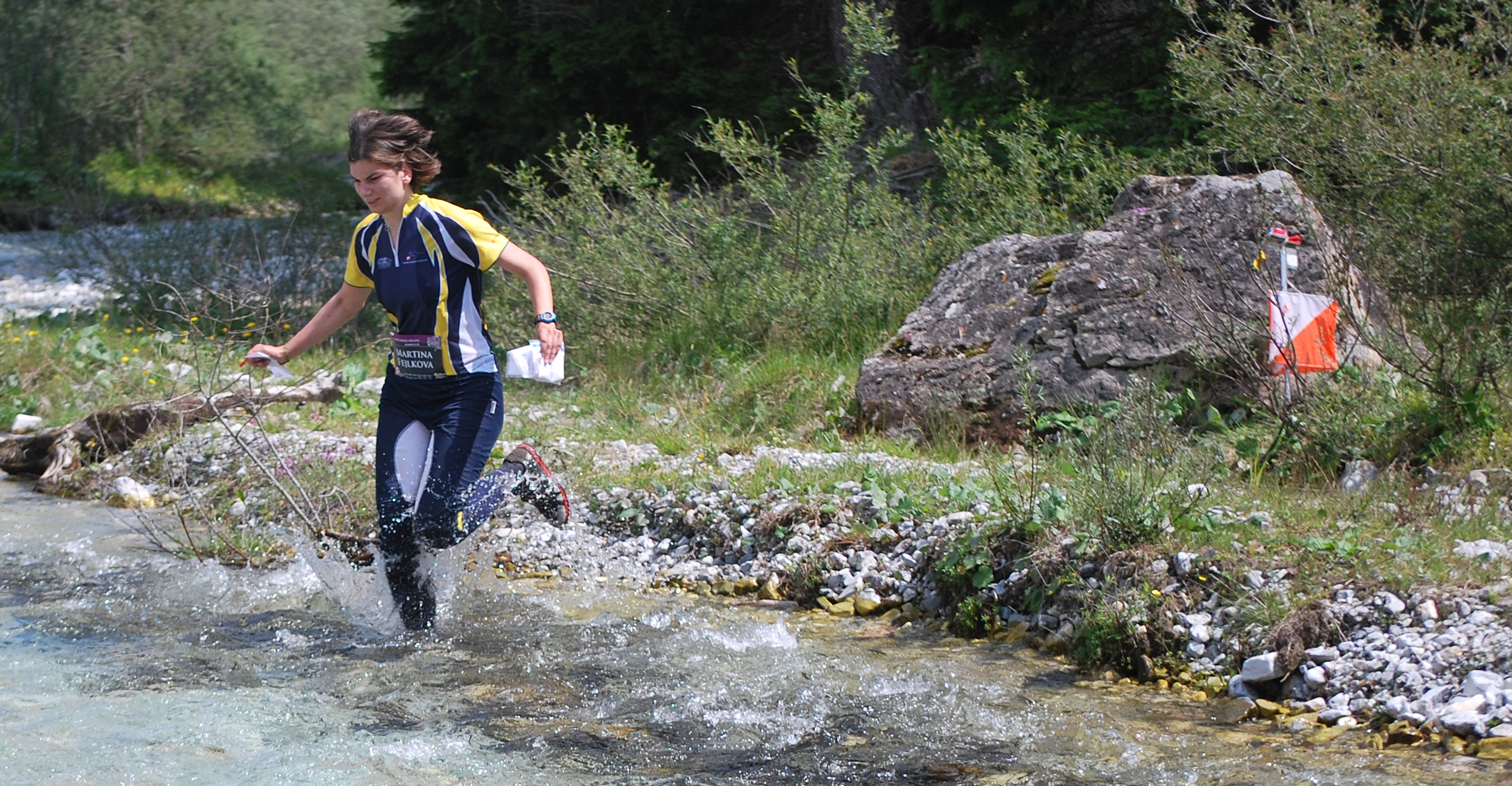
Oriëntatieloopster

Een oriëntatieloop wordt in paars of rood op een kaart aangegeven. Een driehoek geeft de start aan en een dubbele cirkel de finish. Cirkels worden gebruikt om een controlepunt aan te geven. Er wordt vaak gestart met één of twee minuten interval. De uitslag wordt gemaakt met de tijd die de deelnemers over de omloop hebben gedaan. Voorwaarde is dat alle controlepunten in de juiste volgorde zijn aangedaan.

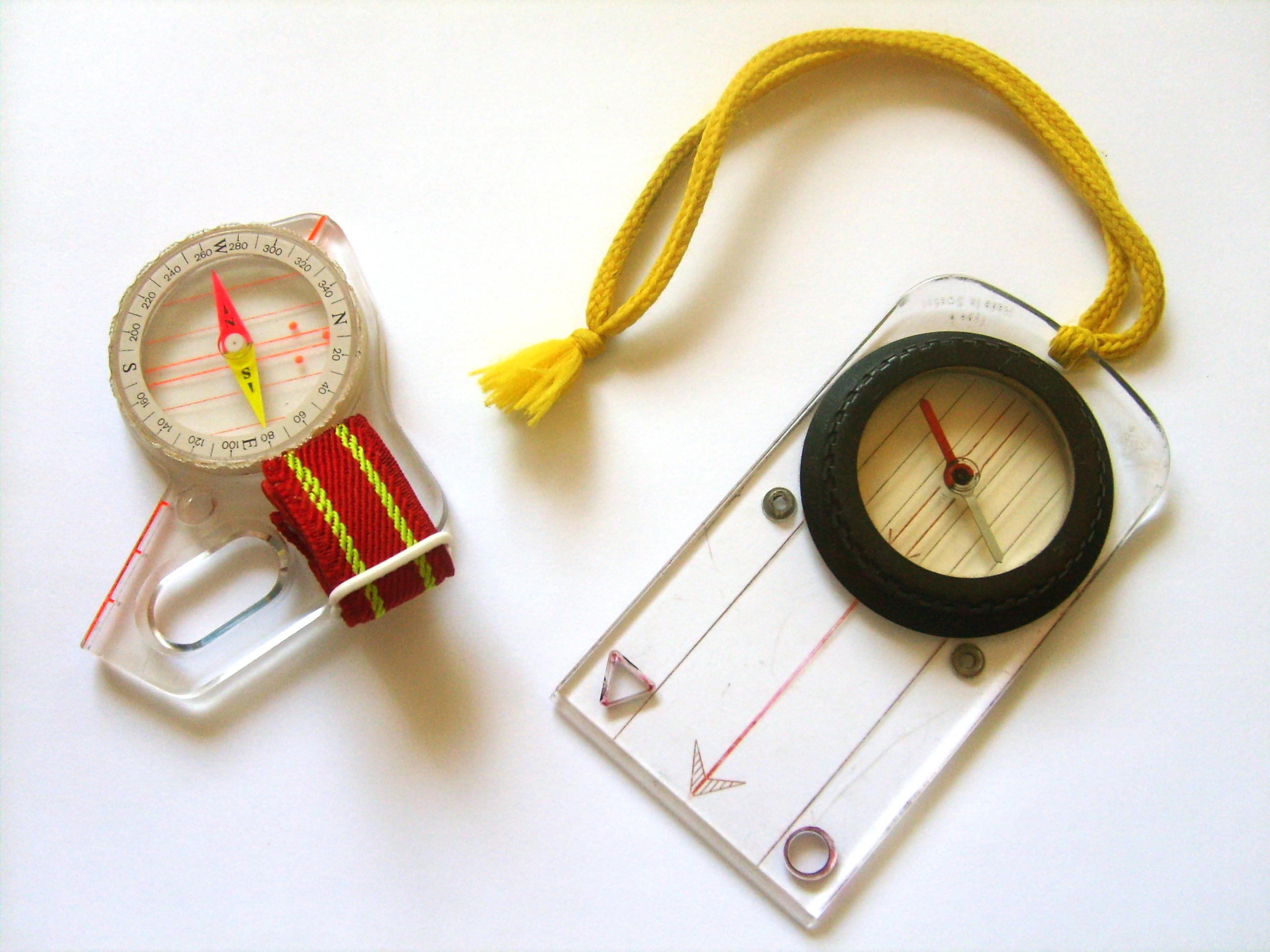
Kompas

Om succesvol op (top)niveau mee te kunnen doen zijn een goede conditie en loopsnelheid vereist, evenals het juist kunnen omgaan met kaart en kompas. Het is van belang dat een goed oriënteringsvermogen en oog voor de kenmerken van het gebied te hebben. Succes hangt ook sterk af van het kiezen van de snelste route tussen de controlepunten. Deze zijn voor deelnemers aan dezelfde categorie hetzelfde, maar de gekozen route kan heel anders zijn. Meestal zijn er verschillende manieren om van de ene naar de andere controlepost te komen, de directe weg is daarbij zelden de snelste. Deelnemers zullen soms door ruig, onontgonnen terrein lopen waar precies navigeren essentieel is, maar een winkelstraat met publiek of een park met bezoekers kunnen ook het scenario zijn waar een loper rekening mee dient te houden. Een ander belangrijk punt is het kunnen schatten van afstanden, zowel in het gebied als op de kaart.
Oriëntatieloopwedstrijden bieden meestal verschillende omlopen die in lengte en technisch niveau variëren om alle deelnemers aan te spreken. Omlopen zijn vaak geordend naar leeftijd, bv. H35 voor mannen van 35 jaar en ouder. Soms zijn er meerdere omlopen voor een leeftijdsklasse, bv. D-18L: lange omloop voor vrouwen van 18 jaar en jonger; D70S: korte omloop voor vrouwen van 70 jaar en ouder; D21E: eliteomloop voor dames van 21 en ouder.
Sommige landen, zoals de Verenigde Staten of het Verenigd Koninkrijk gebruiken kleurgecodeerde omlopen om de moeilijkheid van een route aan te geven. Een "witte" omloop kan een korte makkelijke route zijn terwijl een "blauwe" omloop zowel technisch als conditioneel meer van een deelnemer eist.

## Kaart en controlepunt

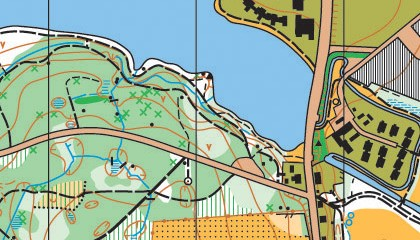
Detail van een oriëntatieloopkaart, getekend door Tage Baun en Preben Jørgensen van Horsens OK

Kaarten worden speciaal gemaakt door oriëntatielopers en professionele kaarttekenaars. De kaarten zijn van een grotere schaal en meer gedetailleerd dan topografische kaarten. De meest voorkomende schalen zijn 1:15.000 of 1:10.000 voor oriëntatielopen in het bos; de schalen 1:5000 en 1:4000 worden gebruikt voor sprintkaarten in stadsgebieden. Alle kaarten worden voorzien van voorgetekende noordlijnen die het magnetisch noorden aanwijzen. Kaartsymbolen voor een oriëntatiekaart zijn gestandaardiseerd door de IOF en ontworpen om leesbaar te zijn voor alle deelnemers, ongeacht hun achtergrond of taal.

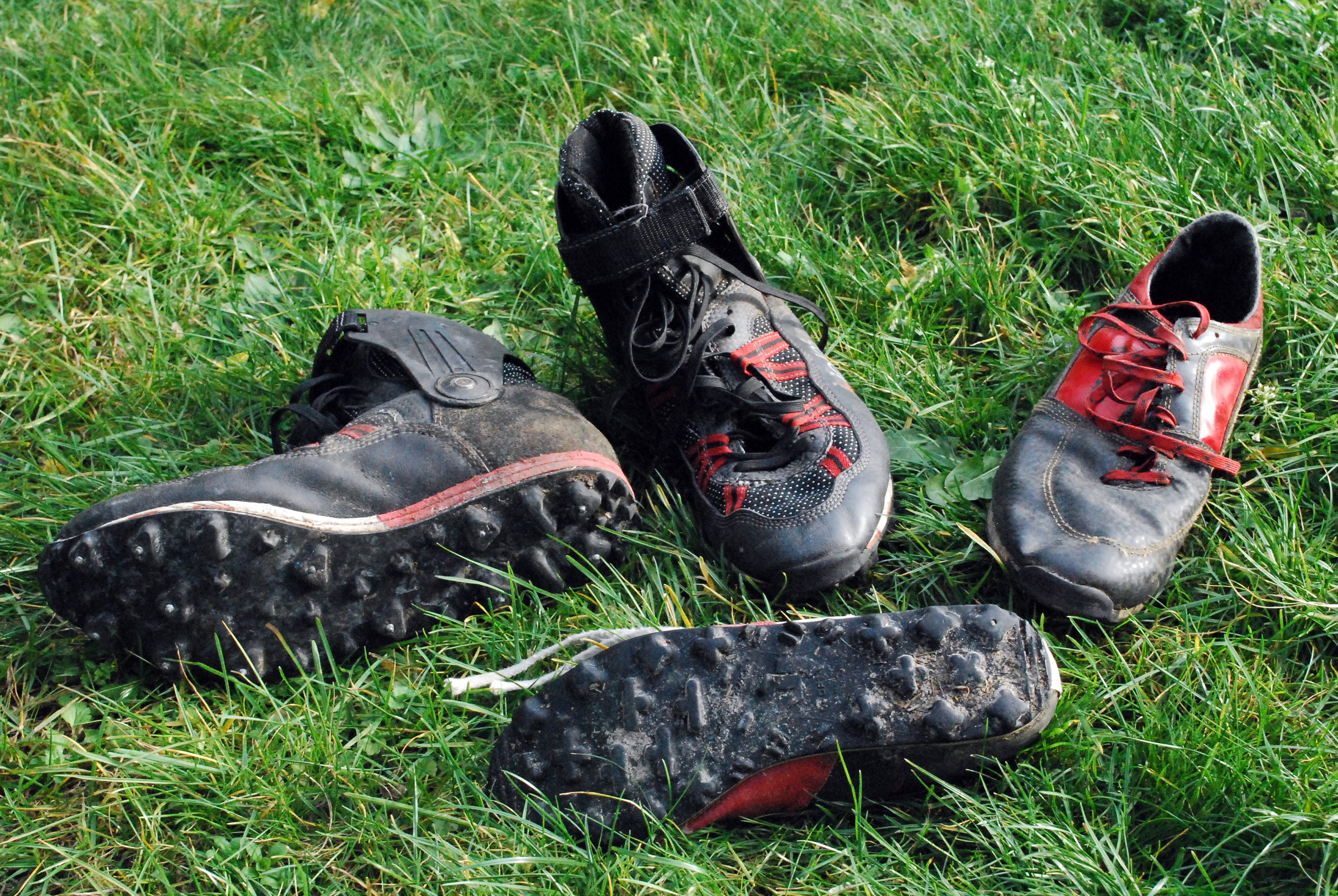
Oriëntatieloopschoenen

Een controlepunt wordt meestal geplaatst bij een duidelijk kenmerk en wordt verduidelijkt op de postomschrijving. In het gebied is een controlepunt gemarkeerd met een wit-oranje vlag. Een deelnemer registreert zijn of haar bezoek door een elektronische chip in een registratie-eenheid te leggen.

## Uitrusting en kleding
De basisuitrusting nodig voor het oriëntatielopen is normaal een kompas, geschikte outdoor kleding en in sommige landen een fluitje. Het fluitje is om hulp te roepen in noodsituaties. Wedstrijd oriëntatielopers hebben vaak een duimkompas of een doorzichtige plastic houder (om de onderarm) om de postomschrijving in te doen. Wat deelnemers ook bij zich hebben is een elektronische registratie, waarvan twee systemen in gebruik zijn. Een is 'SportIdent': een kleine plastic eenheid die om je vinger vast gemaakt kan worden en in een speciale op batterijen werkende registratie-eenheid op het controlepunt past. Het andere systeem is 'EMIT' de eenheid is hier iets groter en past in de handpalm, het wordt gebruikt met registratie-eenheden waar deze kaart precies inpast. Verschillen voor de loper zijn beperkt: EMIT gebruikt een extra papieren kaartje als reservemiddel voor registratie, bij SportIdent worden alle doorkomsttijden van deelnemers ook in de unit van de controlepost opgeslagen.
Speciaal gemaakte lichtgewicht nylon of lycra kleding geven het hele lichaam bescherming voor het hardlopen door gebieden met ondergroei; scheenbeschermers worden ook vaak gedragen. Lichtgewicht oriëntatieloopschoenen met noppen worden het meest gebruikt. Atleten dragen soms een zonneklep om regen, stof en takken uit hun ogen te houden. GPS is niet toegestaan, het is wel toegestaan een sporthorloge te gebruiken om de gelopen route op te nemen voor analyse of vergelijking na de wedstrijd.

## Wedstrijdtypes

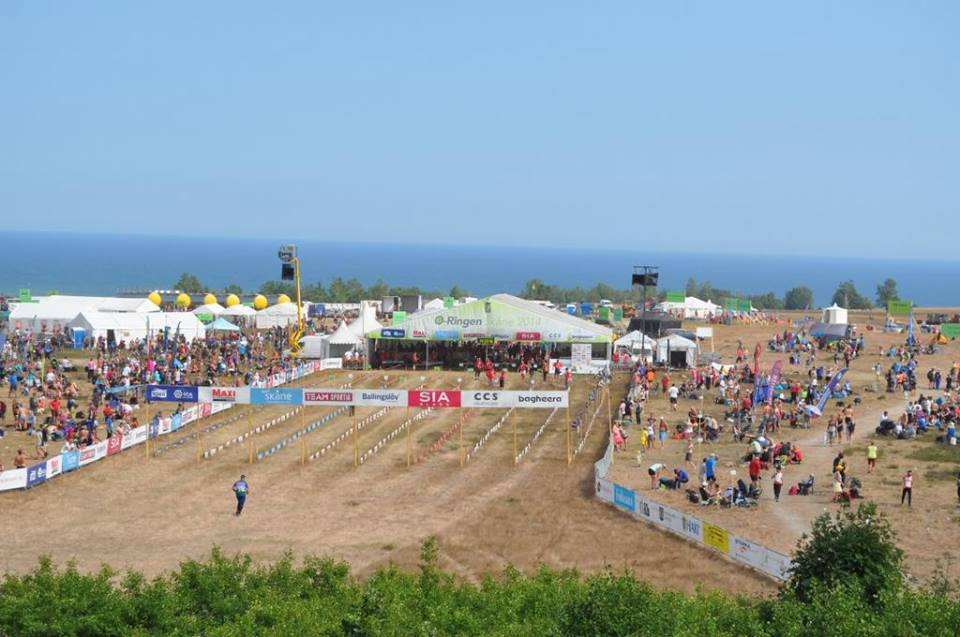
Meerdaagse wedstrijd O-Ringen, Zweden, 2014

Wereldkampioenschapsafstanden zijn Lang (winnende tijd 70 à 80 minuten voor vrouwen en 90 à 100 min voor mannen), Middel (30-35 min), Sprint (10-12 min) en Estafette.
- Sprint - Wedstrijden op korte afstand, vaak gehouden in een stadspark of een andere stadsomgeving; de kaartschaal is meestal 1:5000 of 1:4000. Deze discipline wint aan populariteit en is beter zichtbaar voor publiek. Loopsnelheid ligt hoog en beslissingen moeten snel worden genomen: dit is de snelste discipline binnen de oriëntatieloop.
- Middle - Wedstrijden op een middellange afstand waarbij het technische oriënteren naar de post zelf meer de focus heeft. Posten staan bijv voorkeur ver van paden en het komt op continu goed kaartlezen aan om als snelste de route af te leggen.
- Lang - Wedstrijden op een lange afstand waarbij de routekeuze naar de post meer de focus heeft; de posten zelf hoeven niet per se heel moeilijk gelokaliseerd te staan, dit om de focus op de routekeuze op de lange afstand doorslaggevend te laten zijn.
- Estafette - Teams van deelnemers lopen individueel een omloop en het resultaat is gebaseerd op de totale tijd van het team. Estafettes hebben een massastart en om te voorkomen dat de deelnemers elkaar volgen zijn er parallelle routes (vertakkingen). Elke loper die na de omloop op de aflossingslocatie verschijnt, pakt daarbij de oriëntatiekaart voor de volgende loper en geeft deze vervolgens aan de volgende loper door. Om estafettes voor de overige deelnemers en kijkers interessanter te maken zijn er één of meerdere gemeenschappelijke kijkposten waarmee aan de hand van de doorkomsten de tussenresultaten inzichtelijk worden.

Van de estafette zijn twee varianten: een versie in het bos waarbij teams bestaan uit 2 of 3 lopers van hetzelfde geslacht, en er is een sprintvariant waarbij teams uit 3 of 4 lopers bestaan en een combinatie hebben van beide geslachten.
- Nacht – Deelnemers gebruiken een hoofdlamp om te navigeren in het donker. De controlepunten zijn vaak gemarkeerd met reflectoren. Als een nachtwedstrijd start voor het donker is, moet er een massastart zijn zodat elke deelnemer even lang in het licht loopt. De twee klassieke clubestafettes Tiomila en Jukola bevatten allebei nachtomlopen.
- Scoreloop – Deelnemers bezoeken zoveel posten als mogelijk binnen een van tevoren vastgestelde tijdslimiet. De controlepunten hebben meestal een verschillende waarde, afhangend van moeilijkheid en locatie ten opzichte van het start- en finishpunt. Ook is er een puntenaftrek voor elke minuut die een deelnemer te lang onderweg is. De deelnemer met de meeste punten is de winnaar.
- Lintjesloop – Deelnemers lopen een korte omloop waarbij er lintjes lang de hele route hangen. Deze omloop wordt meestal gedaan door jonge kinderen, alleen of met een begeleider.

## Erkende types van oriëntatie
De vier types van oriëntatie die erkend zijn door de Internationale Oriëntatieloop Federatie (IOF) zijn, naast het al genoemde voetoriëntatie: mountainbike oriëntatie, skioriëntatie en trailoriëntatie.

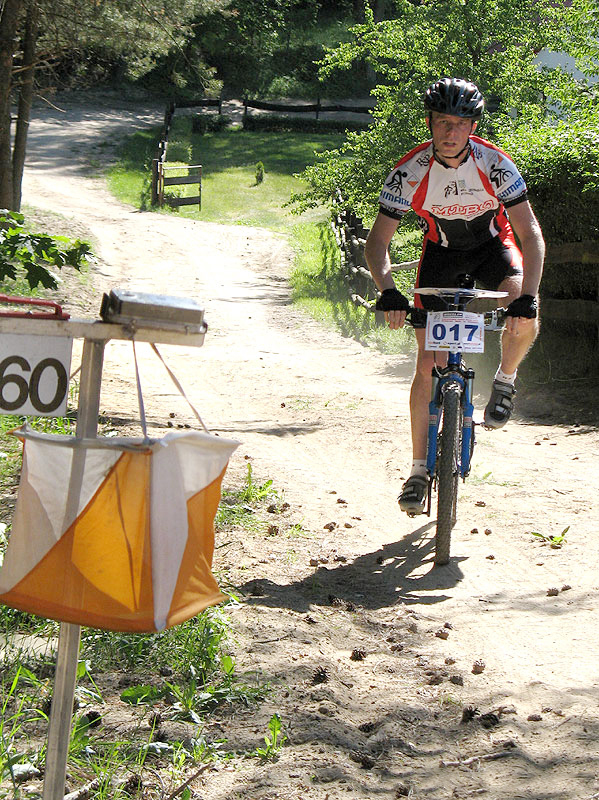
MTBO rijder: Robert Zabel (Polen)

### Mountainbike oriëntatie
Dit is oriëntatie op een mountainbike, afgekort MTBO of MTB-O. Aangezien fietsen normaal gesproken niet het pad mogen verlaten ligt de focus op de routekeuzes terwijl je navigeert op fietssnelheid. Speciale uitrusting is een kaarthouder die vastzit aan het stuur van de fiets. Kaarten zijn meestal van kleinere schaal en minder gedetailleerd dan standaard oriëntatieloopkaarten.

### Skioriëntatie
Een andere variant is oriëntatie op langlaufski's, ook wel Ski-O genoemd. Standaard oriëntatieloopkaarten worden gebruikt, maar met een speciale groene opdruk van sporen en paden om hun beloopbaarheid in de sneeuw aan te geven. Andere symbolen geven aan of paden bedekt zijn met sneeuw of sneeuwvrij zijn. Standaard skiuitrusting voor cross-country wordt gebruikt samen met een kaarthouder aan de borst.

### Trailoriëntatie
Een oriëntatie vorm die geschikt is voor invalide deelnemers waar het gaat om de juistheid en niet om de tijd. De deelnemers moeten bij een controlepunt bepalen welke van de verschillende posten degene is die op kaart staat aangegeven. De route is meestal verhard waardoor deze ook geschikt is voor mensen in een rolstoel. Kaarten zijn meestal in een schaal 1:5000.
De term omvat enige discussie omdat er, om een brug te slaan naar trailrunning, er ook een vorm wordt ontwikkeld met oriëntatieloop voornamelijk langs de paden, deze heeft Trail-O als benaming en dient niet te worden verward met Trailoriëntatie.

## Terminologie

### Aanvalspunt
Een aanvalspunt is het laatste herkenningspunt voordat de post (controlepunt) daadwerkelijk aangelopen wordt. Het is voor deelnemers van groot belang om een post mee aan te kunnen lopen en afhankelijk van de moeilijkheidsgraad van de omloop zullen posten verder van herkenningspunten staan.
Een goed aanvalspunt bestaat bij voorkeur uit een kruising van meerdere op de kaart weergegeven elementen, maar kan ook uit één herkenbaar element bestaan, zoals een rots, open plek, cultuurgrens, inzinking of reliëf.
Samen met het aanvalspunt is een stoplijn (zie hieronder) van belang bij het aanlopen van een post.

### Been
Een been is de hemelsbrede afstand tussen twee posten. Deze wordt weergegeven met een lijn tussen de twee postlocaties. In het Engels is de overeenkomende term leg.

### Postomschrijving

Een postomschrijving

Een postomschrijving wordt gebruikt als hulpmiddel naast de route weergegeven op de oriëntatiekaart. Posten zijn op de kaart zichtbaar als een cirkel, waar de post zich in het midden bevindt. Omdat er soms meerdere herkenningselementen aanwezig zijn binnen de cirkel, omdat deze herkenningselementen groot zijn of niet-passeerbaar zijn, kan een postomschrijving gebruikt worden.

### Stoplijn
Een stoplijn is een herkenningspunt achter de aan te lopen post. Vaak is dit een lijnmerkpunt. Een stoplijn heeft voor de loper het doel om bij het onbewust passeren van een post dit snel te kunnen herkennen en zodoende (met behoud van kaartcontact) een correctie uit kan voeren, eventueel door gebruik te maken van een nieuw aanvalspunt. Een stoplijn moet goed te herkennen zijn, anders mist deze zijn doel.

## Geschiedenis
Oriëntatielopen ontstond aan het einde van de 19e eeuw in Scandinavië als een militaire oefening. De wedstrijdsport begon in Noorwegen, waar door de Tjalve Sport Club de eerste wedstrijd organiseerde. Deze werd op 31 oktober 1897 vlak bij Oslo gelopen. Het traject was met 19,5 kilometer vrij lang naar moderne begrippen, en had maar drie controlepunten. Peder Fossum won deze wedstrijd in een tijd van 1 uur, 47 minuten en 7 seconden.
De eerste oriëntatieloopwedstrijd op grote schaal werd in 1918 door majoor Ernst Killander uit Stockholm georganiseerd. Killander was een scoutleider die zich tot deze sport wendde om atletiek bij de jeugd te propageren. Deze wedstrijd werd ten zuiden van Stockholm georganiseerd en er waren 220 deelnemers. Killander ging verder met het ontwikkelen van regels en principes van de sport en wordt vandaag de dag in Scandinavië nog steeds gezien als de "vader van het oriëntatielopen".
De sport won aan populariteit met de ontwikkeling van meer betrouwbare kompassen in de jaren 30. In 1932 werd in Noorwegen net buiten Oslo de eerste internationale wedstrijd voor Noorse en Zweedse oriëntatielopers gehouden. In 1933 introduceerde de Zweedse kompasfabrikant Silva Sweden AB een nieuw kompasontwerp, het protractorkompas. Tot de ontwikkeling van het duimkompas werd het protractorkompas het meest gebruikt in de sport. In 1934 waren meer dan een kwart miljoen Zweden actief in de sport en het oriëntatielopen had zich verspreid naar Finland, Zwitserland, de Sovjet-Unie en Hongarije. Finland, Noorwegen en Zweden organiseerden nationale kampioenschappen. De oudste bond is de Zweedse nationale oriëntatieloopbond, Svenska Orienteringsförbundet, die in 1936 werd opgericht.